# Mirosław Rychcik
Mirosław Rychcik es un deportista polaco que compitió en vela en la clase Finn. Ganó una medalla de bronce en el Campeonato Mundial de Finn de 1981.

## Palmarés internacional
| Campeonato Mundial | Campeonato Mundial | Campeonato Mundial | Campeonato Mundial |
| Año                | Lugar              | Medalla            | Clase              |
| ------------------ | ------------------ | ------------------ | ------------------ |
| 1981               | Grömitz (RFA)      | Medalla de bronce  | Finn               |